# Edna Hughes
Edna Tildesley Hughes, coniugata Redwood (Walsall, 1º agosto 1916 – Borth, 17 novembre 1990), è stata una nuotatrice britannica.
Specializzata nello stile libero ha vinto la medaglia di bronzo nella staffetta 4x100 m sl ai Giochi olimpici di Los Angeles 1932.

## Palmarès
- Olimpiadi

Los Angeles 1932: bronzo nella staffetta 4x100 m sl.
- Europei di nuoto

Magdeburgo 1934: bronzo nella staffetta 4x100 m sl.